# کاترین گرینجر
کاترین گرینجر (انگلیسی: Katherine Grainger؛ زادهٔ ۱۲ نوامبر ۱۹۷۵) قایقران روئینگ اهل بریتانیا است.